# Hans Anthon Lynge
Hans Anthon Lynge (* 9. Juli 1945 in Qullissat) ist ein grönländischer Schriftsteller, Übersetzer, Lehrer und Drehbuchautor.

## Leben
Hans Anthon Lynge ist der Sohn des Pastors Christian Lynge (1914–?) und seiner Frau Ane Birgithe Mariane Karen Lyberth (1921–?). Sein Großvater väterlicherseits war der Politiker Frederik Lynge (1889–1957). Mütterlicherseits war er hingegen ein Enkel von Karl Lyberth (1894–1977). Er heiratete am 30. Mai 1977 in Upernavik die dänische Lehrerin Inge-Lise Kvistgaard Sørensen (* 1954).
1970 schloss er seine Lehrerausbildung am Ilinniarfissuaq ab. Ab 1981 arbeitete er als Konsulent im Kultur- und Bildungsdirektorat in Nuuk, bevor er 1997 begann an seiner Ausbildungsstätte selbst zu lehren. Von 1980 bis 1984 und von 1987 bis 1995 war er Vorsitzender von Den Grønlandske Forfatterforening. Ab 1981 war er Aufsichtsratsmitglied der Atuagagdliutit und von 1993 bis 1995 vom Verlag Atuakkiorfik. Von 1991 bis 1995 war er Mitglied der Medienstiftung. 2013 wurde er Redakteur der Atuagassiaq Kalaaleq.
1981 schrieb er das Feuilleton der Atuagagdliutit. 1987 war er Mitredakteur von Folkets grønlandshistorie. 1998 war er Drehbuchautor für den Film Qaamarngup uummataa (dänisch Lysets hjerte, englisch Heart of Light). Seine Bücher und Gedichte schrieb er auf Grönländisch, teils übersetzt ins Dänische. Zudem übersetzte er anderer Schriftsteller Werke ins Grönländische, darunter die von Halldór Laxness. Weiterhin war er Redakteur für Schulbücher. Für zwei seiner Werke wurde er für den Literaturpreis des Nordischen Ministerrats nominiert. 1999 erhielt er den grönländischen Kulturpreis.

## Werke
- 1976: Seqajuk („Der Untaugliche“)
  - 1979: Seqajuk (dänische Übersetzung)
- 1982: Umiarsuup tikinngilaattaani („Genau bevor ein Schiff kommt“)
  - 1997: Lige før der kommer skib („Genau bevor ein Schiff kommt“; dänische Übersetzung)
  - 2003: Juste avant l'arrivée du bateau („Genau bevor ein Schiff kommt“; französische Übersetzung)
- 1990: Nunanni avani („In meinem Land im Norden“)
  - 1991: I nord hvor jeg bor („Im Norden, wo ich lebe“; dänische Übersetzung)
- 1995: Kaali („Karl“)
- 1997: Nalu- („Unwiss-“)
- 1997: Sinif- („Bet-[t]“)
- 1997: Allaqqitat („Neuschriebe“)
  - 1998: Bekendelser („Bekennungen“; dänische Übersetzung)